# Bayerns ministerpresident
Bayerns ministerpresident (tyska: Bayerischer Ministerpräsident) är regeringschef och leder statsregeringen (tyska: Bayerische Staatsregierung) i det tyska förbundslandet Bayern. 
Ministerpresidenten väljs på 5-åriga mandatperioder av Bayerns lantdag efter varje lantdagsval. Ämbetet är fastställt och regleras i Fristatens grundlag.
Markus Söder från Christlich-Soziale Union in Bayern (CSU) är Bayerns ministerpresident sedan 2018.

## Lista över Bayerns ministerpresidenter

### WeimarrepublikenochNazityskland
| Namn                      | Från              | Till              | Parti    | Not   |
| ------------------------- | ----------------- | ----------------- | -------- | ----- |
| Kurt Eisner               | 8 november 1918   | 21 februari 1919  | USPD     |       |
| Johannes Hoffmann         | 17 mars 1919      | 16 mars 1920      | SPD      |       |
| Gustav Ritter von Kahr    | 16 mars 1920      | 21 september 1921 | partilös |       |
| Hugo Graf von Lerchenfeld | 21 september 1921 | 8 november 1922   | BVP      |       |
| Eugen Ritter von Knilling | 8 november 1922   | 1 juli 1924       | partilös |       |
| Heinrich Held             | 2 juli 1924       | 10 mars 1933      | BVP      | [ 3 ] |
| Ludwig Siebert            | 12 april 1933     | 1 november 1942   | NSDAP    | [ 4 ] |
| Paul Giesler              | 2 november 1942   | 28 april 1945     | NSDAP    | [ 4 ] |

### Efterandra världskriget

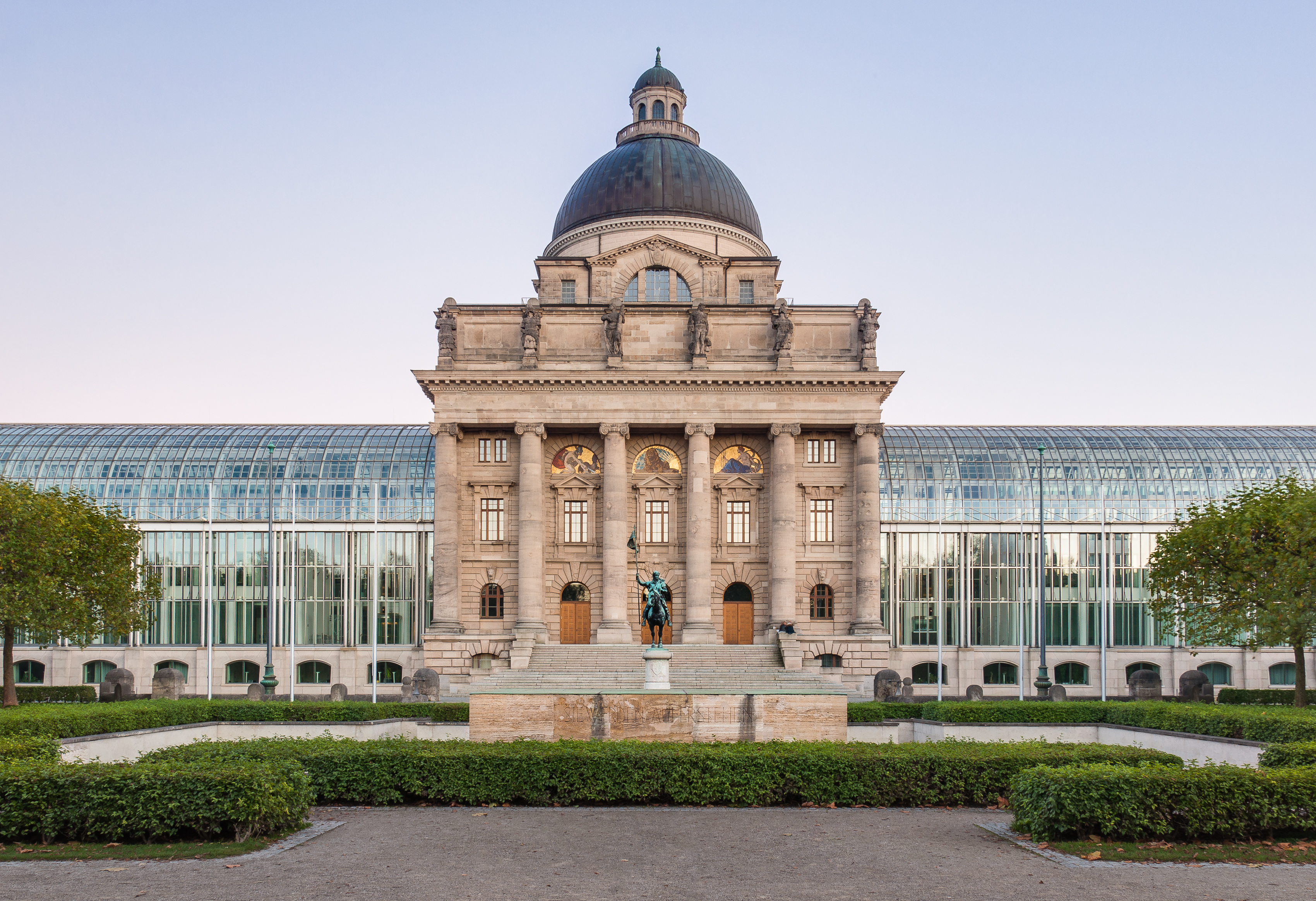
Bayerska statskansliet vid Hofgarten i München.

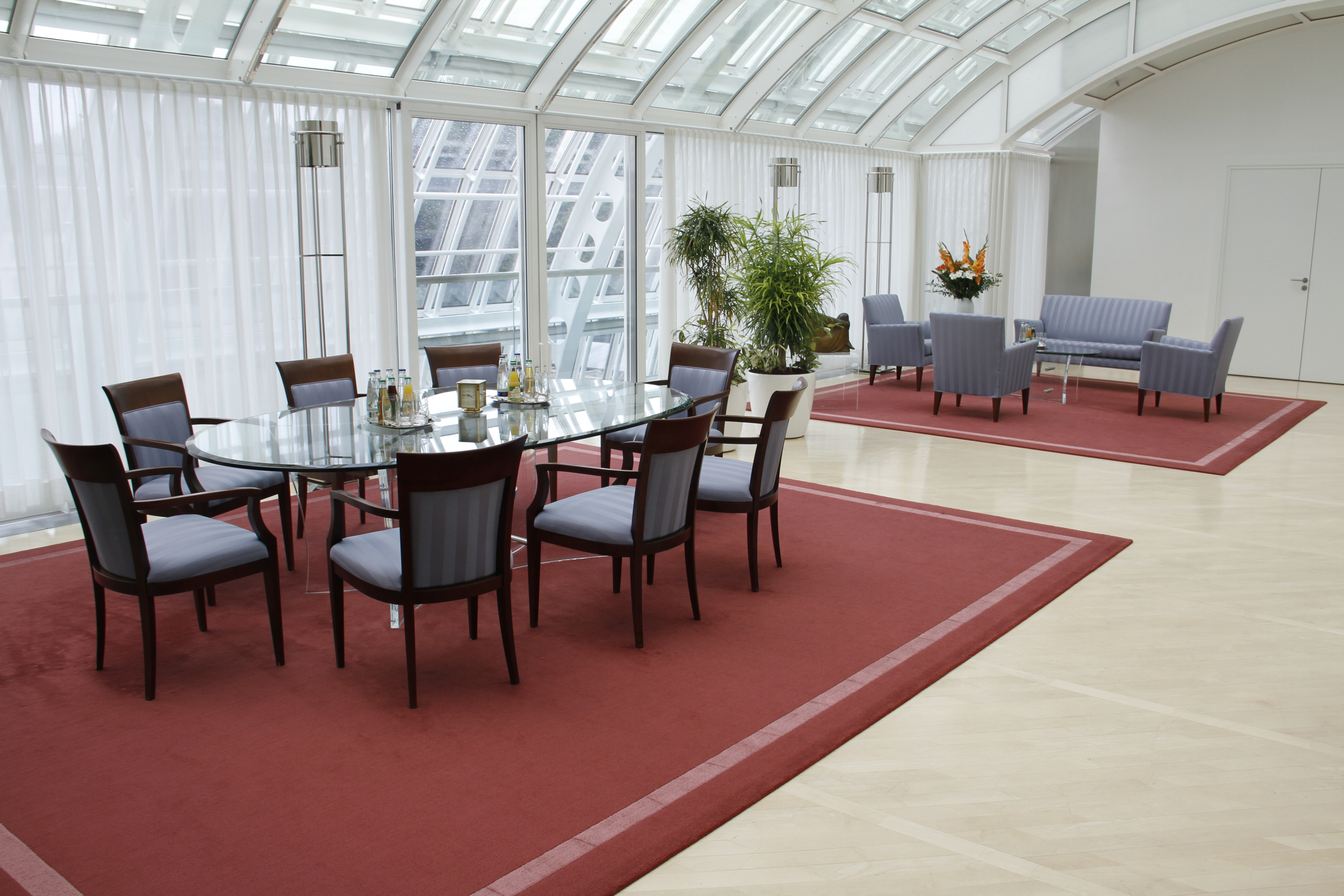
Ministerpresidentens arbetsrum i statskansliet.

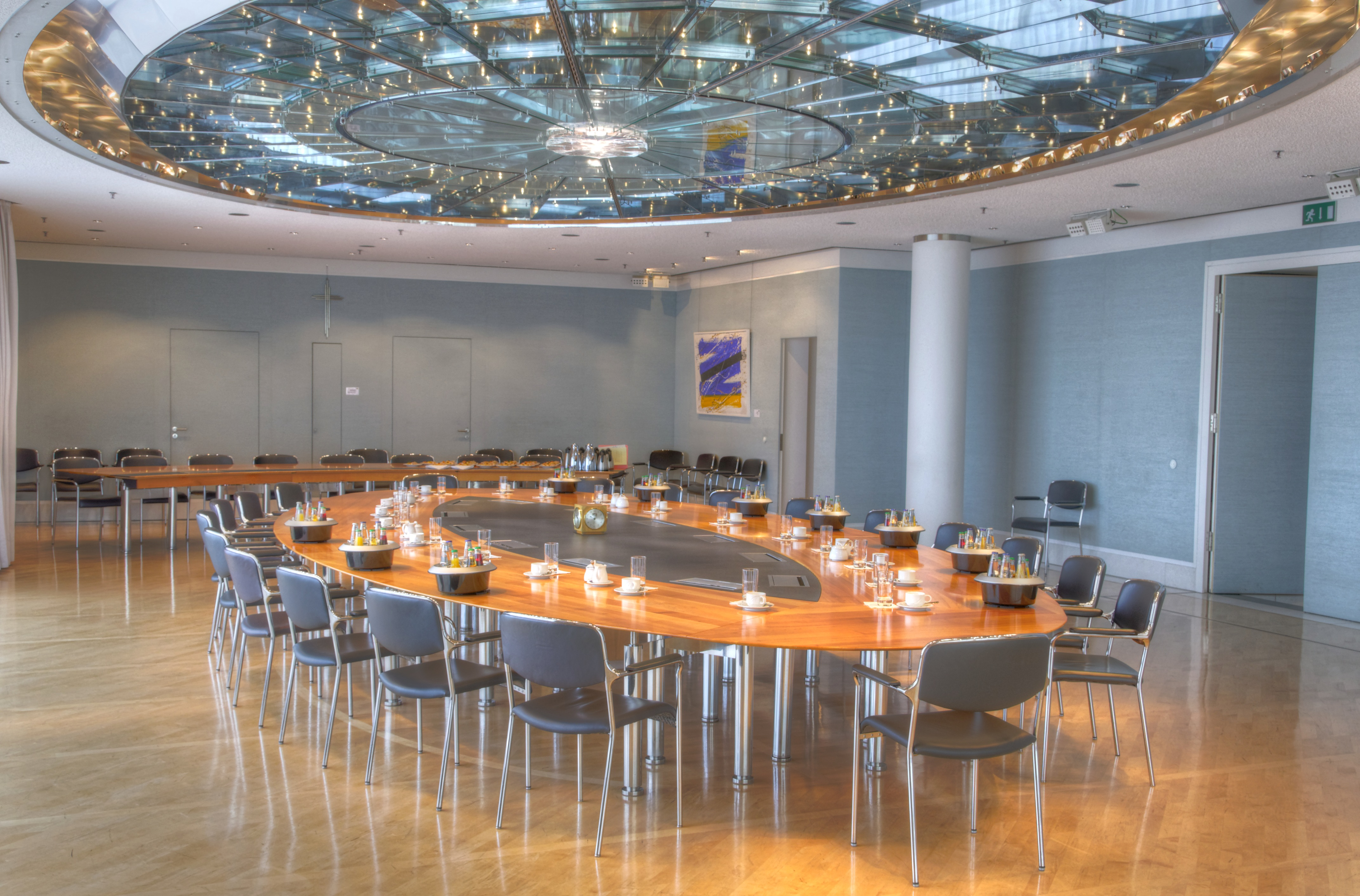
Kabinettssalen i statskansliet.

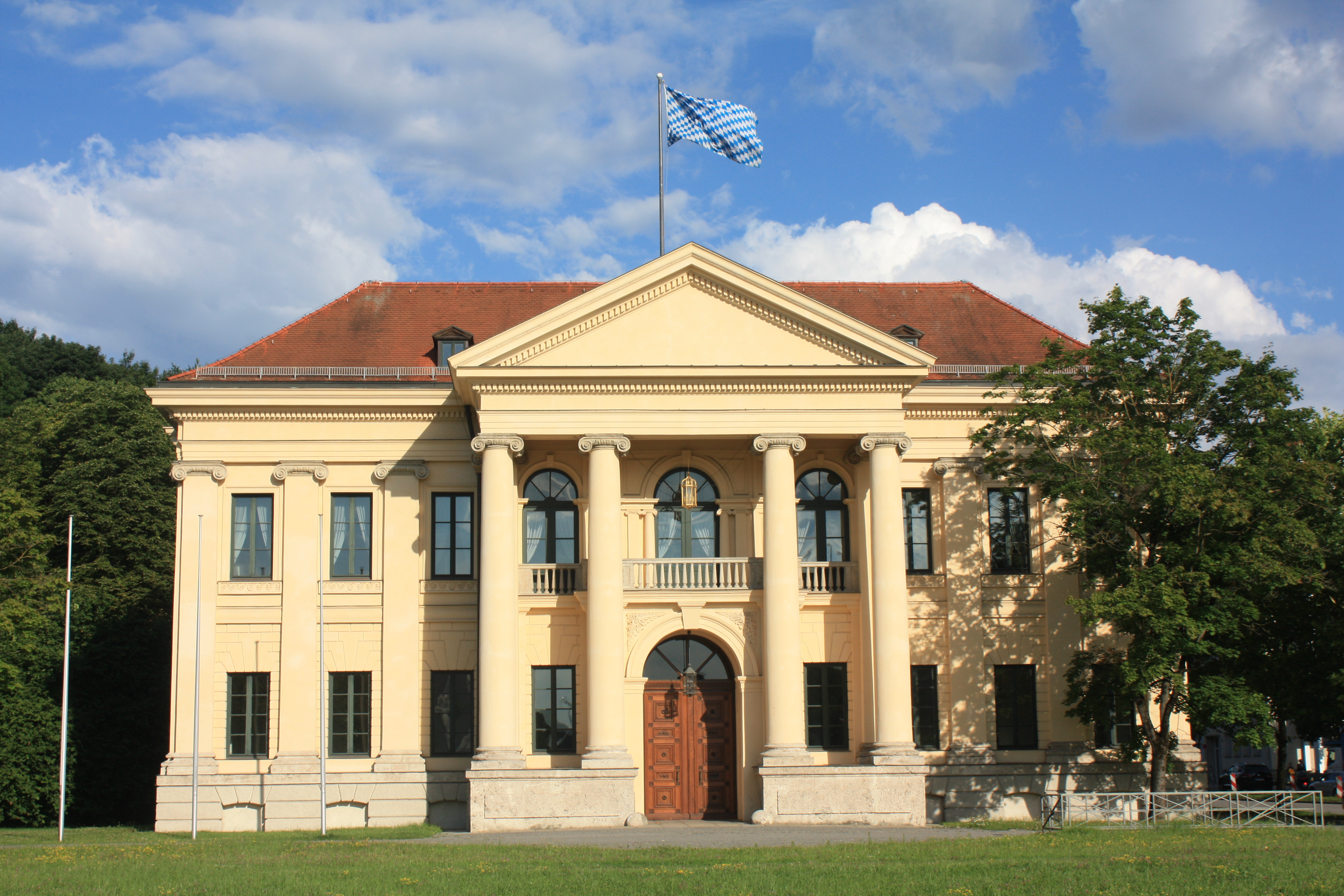
Prinz-Carl-Palais, residenset för Bayerns ministerpresident och tidigare säte för statskansliet.

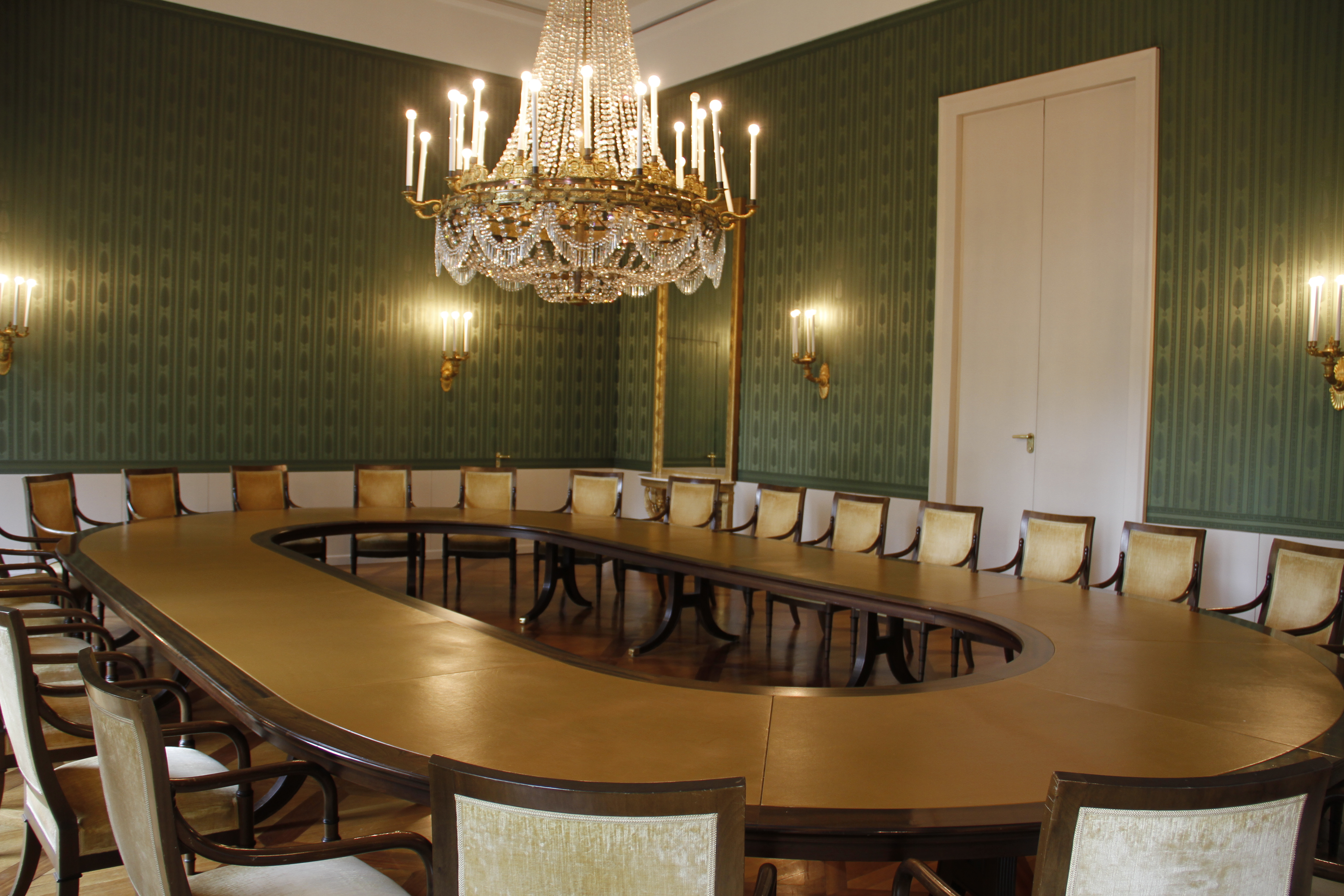
Kabinettssalen i Prinz-Carl-Palais.

| Nr    | Porträtt | Namn                           | Från              | Till              | Parti | Not         |
| ----- | -------- | ------------------------------ | ----------------- | ----------------- | ----- | ----------- |
| 1     |          | Fritz Schäffer (1888–1967)     | 28 maj 1945       | 28 september 1945 | CSU   | [ 4 ] [ 5 ] |
| 2     |          | Wilhelm Hoegner (1887–1980)    | 28 september 1945 | 21 december 1946  | SPD   | [ 4 ] [ 6 ] |
| 3     |          | Hans Ehard (1887–1980)         | 21 december 1946  | 14 december 1954  | CSU   | [ 7 ]       |
| 4 (2) |          | Wilhelm Hoegner (1887–1980)    | 14 december 1954  | 16 oktober 1957   | SPD   | [ 6 ]       |
| 5     |          | Hanns Seidel (1901–1961)       | 16 oktober 1957   | 22 januari 1960   | CSU   | [ 8 ]       |
| 6 (3) |          | Hans Ehard (1887–1980)         | 26 januari 1960   | 11 december 1962  | CSU   | [ 7 ]       |
| 7     |          | Alfons Goppel (1905–1991)      | 11 december 1962  | 6 november 1978   | CSU   | [ 9 ]       |
| 8     |          | Franz Josef Strauß (1915–1988) | 7 november 1978   | 3 oktober 1988    | CSU   | [ 10 ]      |
| 9     |          | Max Streibl (1932–1998)        | 19 oktober 1988   | 27 maj 1993       | CSU   | [ 11 ]      |
| 10    |          | Edmund Stoiber (född 1941)     | 28 maj 1993       | 9 oktober 2007    | CSU   | [ 12 ]      |
| 11    |          | Günther Beckstein (född 1943)  | 9 oktober 2007    | 27 oktober 2008   | CSU   | [ 13 ]      |
| 12    |          | Horst Seehofer (född 1949)     | 27 oktober 2008   | 13 mars 2018      | CSU   | [ 14 ]      |
| 13    |          | Markus Söder (född 1967)       | 16 mars 2018      | innehar ämbetet   | CSU   | [ 15 ]      |